# Friends of Novaya Gazeta Europe
Friends of Novaya Gazeta Europe ist ein Schweizer Verein, der sich der Förderung der Meinungsäusserungsfreiheit und der Pressefreiheit in Russland und darüber hinaus verschrieben hat. Zudem unterstützt er nach Kräften das kremlkritische russische Exilmedium Novaya Gazeta Europe, das finanziell von seinem Kernmarkt Russland abgeschnitten ist.

## Vereinszweck und Organisationsform
Der gemeinnützige Verein Friends of Novaya Gazeta Europe, mit Sitz in der Schweiz, hat den Zweck, die Presse- und Meinungsäusserungsfreiheit in Russland und im Allgemeinen zu fördern. Dies unter anderem durch Öffentlichkeitsarbeit, den Aufbau einer Community und die Generierung von Mitteln zugunsten des unabhängigen russischen Exilmediums Novaya Gazeta Europe.
Details über den Verein finden sich in seinen Statuten und seinem Compliance-Kodex.

## Novaya Gazeta Europe
Novaya Gazeta Europe wurde am 7. April 2022 von aus Russland geflüchteten Journalistinnen und Journalisten der berühmten Nowaja gaseta gegründet – entweder, weil ihnen langjährige Haftstrafen wegen Verstössen gegen die Zensurauflagen drohten oder weil sie weiterhin die Wahrheit über den russischen Angriffskrieg in der Ukraine berichten wollen. Chefredaktor ist Kirill Martynov, vormaliger Vizechefredakteur der Nowaja gaseta.
Das Exilmedium mit Sitz in Riga beschäftigt derzeit rund 70 Personen. Es betreibt eine russisch- und englischsprachige Online-Zeitung, Nachrichtenkanäle in sozialen Netzwerken wie Telegram und X sowie einen YouTube-Videokanal mit Nachrichten- und Diskussionsformaten sowie Dokumentarfilmen. Zudem veröffentlicht es situativ Printausgaben und Artikel in namhaften europäischen Partnermedien. Mit „Глушь. 13 репортажей из воюющей России“ publizierte Novaya Gazeta Europe zum zweijährigen Bestehen ihr erstes Buch in russischer Sprache.
Am 28. Juni 2023 stufte der Generalstaatsanwalt Russlands das Medium als „unerwünschte Organisation“ ein.

## Geschichte
Der Verein Friends of Novaya Gazeta Europe wurde am 17. Juni 2022 durch Daniel Thüler, Tatiana Skakauskis und Dieter Herzmann gegründet. Publik gemacht wurde er am 20. Juni 2022, zeitgleich zur Versteigerung der Friedensnobelpreis-Medaille von Dmitri Muratow, dem Chefredaktor der Nowaja gaseta, ausschliesslich zugunsten von geflüchteten ukrainischen Kindern.
Der Verein führte am 10. Mai 2023 gemeinsam mit Novaya Gazeta Europe im Holzmarkt 25 in Berlin den Anlass „30 Jahre Novaya Gazeta, 1 Jahr Novaya Gazeta Europe“ durch. Geboten wurde eine Lesung aus den „Tagebüchern aus Cherson“ der Novaya Gazeta Europe durch die Schauspielerin Katharina Spiering und den Schauspieler Daniel Sträßer sowie eine Podiumsdiskussion zum Thema „Bedeutung des unabhängigen Journalismus. Wie unabhängige Medien im Exil überleben“.
Am 21. August 2023 fand die erste Mitgliederversammlung von Friends of Novaya Gazeta Europe online statt, die in drei Sprachen (Deutsch, Russisch und Englisch) simultan übersetzt wurde. Neben den statuarischen Geschäften berichteten Chefredakteur Kirill Martynov über den Aufbau und Betrieb von Novaya Gazeta Europe und Vize-Chefredakteurin Ekaterina Glikman über die täglichen Herausforderungen und Gefahren, mit denen das Exilmedium konfrontiert ist.
Seit Ende August 2023 ist der Zugriff auf die Vereinswebsite in Russland blockiert.

## Vorstand
Der Vorstand von Friends of Novaya Gazeta Europe besteht aktuell aus folgenden Personen:
- Daniel Thüler (Präsident)
- Tatiana Skakauskis (Kassierin)
- Dieter Herzmann (IT)

Regelmässig nimmt an den Vorstandssitzungen eine Delegierte oder ein Delegierter ohne Stimmrecht von Novaya Gazeta Europe teil.

## Mitgliedschaft
Mitglied von Friends of Novaya Gazeta Europe können natürliche und juristische Personen aus aller Welt werden – ausser sie sind in Russland oder Belarus ansässig, da sie sich in Gefahr wegen Unterstützung einer unerwünschten Organisation bringen würden.
Friends of Novaya Gazeta Europe verfügt über drei Arten der Mitgliedschaft:
- Einzelmitglieder (der Jahresbeitrag orientiert sich am Alter von Dmitri Muratow)
- Einzelmitglieder plus (mit höherem Jahresbeitrag)
- Firmenmitglieder (Personengesellschaften, juristische Personen)